# Alchemilla fokinii
Alchemilla fokinii är en rosväxtart som beskrevs av Sergei Vasilievich Juzepczuk. Alchemilla fokinii ingår i släktet daggkåpor, och familjen rosväxter. Inga underarter finns listade i Catalogue of Life.